# Palaeodepressaria hannemanni
Palaeodepressaria hannemanni är en fjärilsart som beskrevs av Andrzej Wladyslaw Skalski 1979. Palaeodepressaria hannemanni ingår i släktet Palaeodepressaria och familjen plattmalar. Inga underarter finns listade i Catalogue of Life.